# Kayseri
Kayseri (dawniej gr. Καισάρεια – Kaisareia – Cezarea Kapadocka) – miasto w środkowej Turcji, w prowincji o tej samej nazwie, u północnego podnóża wulkanu Erciyes, położone na wysokości 1043 metrów. Około 1400 tys. mieszkańców. W starożytności metropolia chrześcijańska, siedziba biskupia Bazylego Wielkiego (329-379 r.).

## Historia
Lokalną nazwą była najpierw Mazaka, od fryg. Mosocha, legendarnego bohatera Kapadocji. Miasto było także nazywane Eusebeia – od króla Ariaratesa Euzebiusza. Nazwę Cezarea, na cześć cesarza Tyberiusza, nadano mu w 17 r. po Chr., kiedy to Kapadocja stała się rzymską prowincją.
Od 14 czerwca 370 r. biskupem tego miasta był Bazyli Wielki (329-379) – pisarz wczesnochrześcijański należący do grona ojców Kościoła, święty prawosławny i katolicki, biskup i doktor Kościoła, uważany za ojca wschodniego monastycyzmu.
Za jego czasów Cezarea była potężnym i zamożnym miastem. Jej biskup był metropolitą Kapadocji i egzarchą, czyli namiestnikiem patriarchy, w regionie Pontu. Metropolia obejmowała ponad połowę Azji Mniejszej, w jej skład wchodziło jedenaście prowincji kościelnych. Na Soborach, stolica w Cezarei była równa w randze Efezowi – zaraz po siedzibach patriarszych. Biskup-metropolita Cezarei był przełożonym pięćdziesięciu biskupów wiejskich (tzw. chorepiscopi).

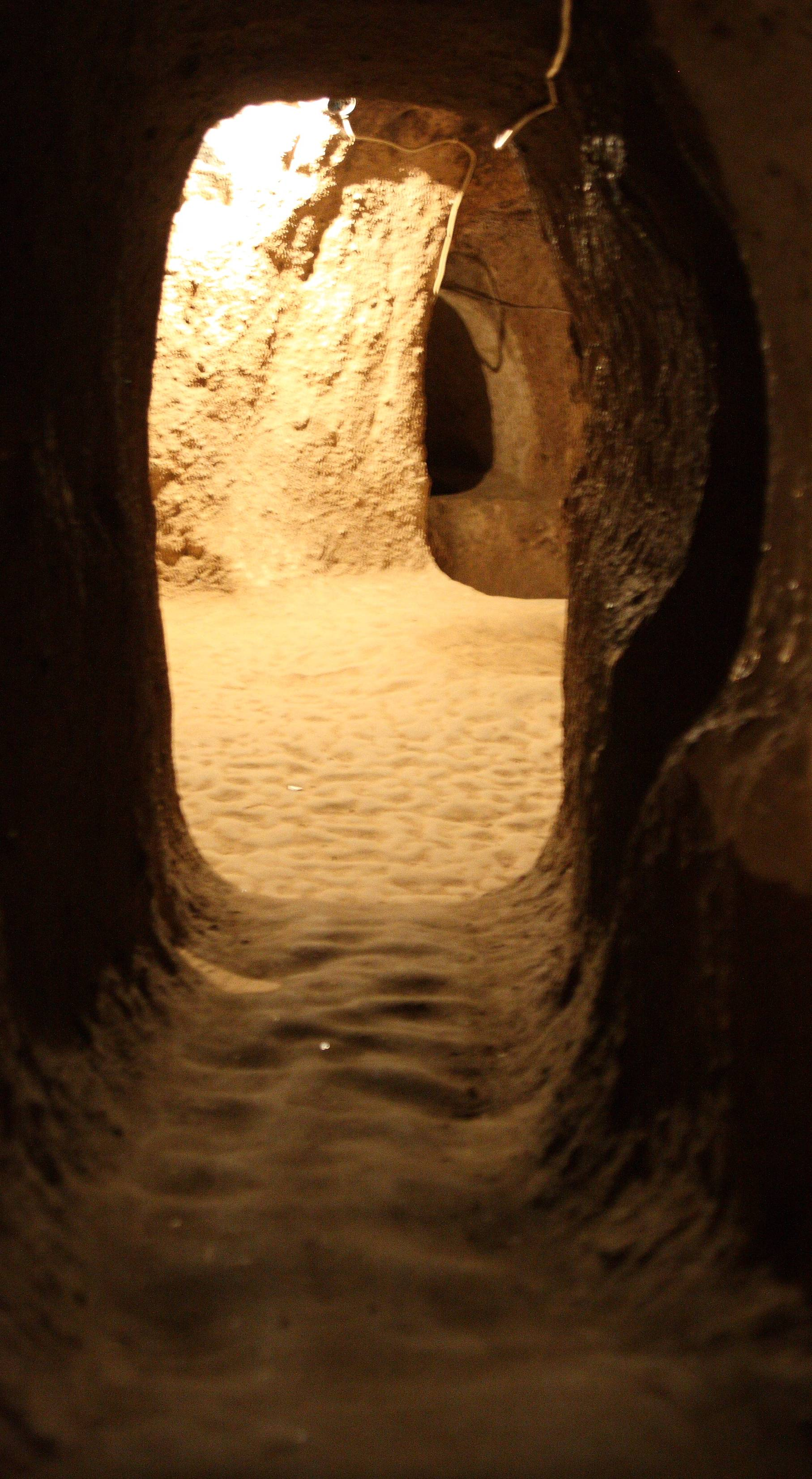
Podziemne miasto

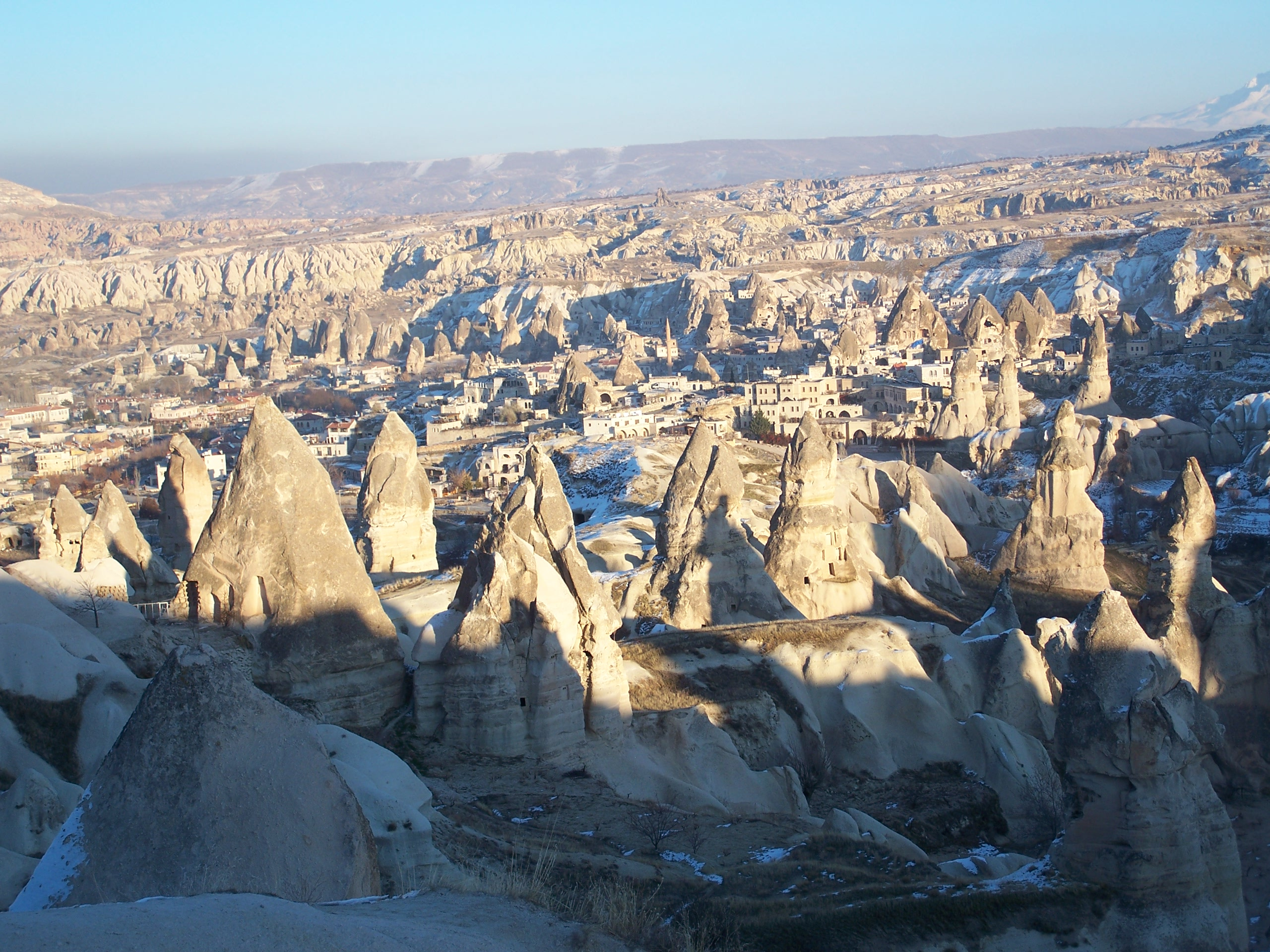
Kapadockie skały

## Podziemne miasta
W okolicy Cezarei, np. w Derinkuyu, Kaymakli, Mazi, Ozkonak, Tatlarin istnieją ogromne podziemne miasta, które służyły chrześcijanom za schronienie najpierw w czasach prześladowań rzymskich, a potem muzułmańskich. Miasto w Derinkuyu ma głębokość 85 m. Mieści w sobie wszystkie pomieszczenia, które zazwyczaj znajdowały się w podziemnych miastach: stajnie, piwiniczki, składziki, refektarze, kościoły, winiarnie etc.
W mieście, które znajduje się pod miejscowością Kaymakli, odkryto cztery poziomy, wśród podziemnych pomieszczeń jest także jednonawowy kościół z dwiema absydami. W Tatlarin ogromna liczba pomieszczań magazynowych oraz duża liczba kościołów wskazuje, że był to raczej kompleks podziemnych monasterów, niż miejsce osadnictwa.

## Cezarea jako siedziba tytularna biskupów
Do 1973 r. Cezarea była łacińską tytularną siedzibą biskupią. Ostatnim biskupem tytularnym był arcybiskup Pietro Palazzini, który następnie został kardynałem-diakonem.
Do 2005 r. była też tytularną siedzibą katolickiego biskupa obrządku ormiańskiego, ostatnim, który miał Cezareę jako tytularną siedzibę był Manuel Batakian, został on następnie biskupem eparchii NMP z Nareg w Nowym Jorku.

## Bibliografia

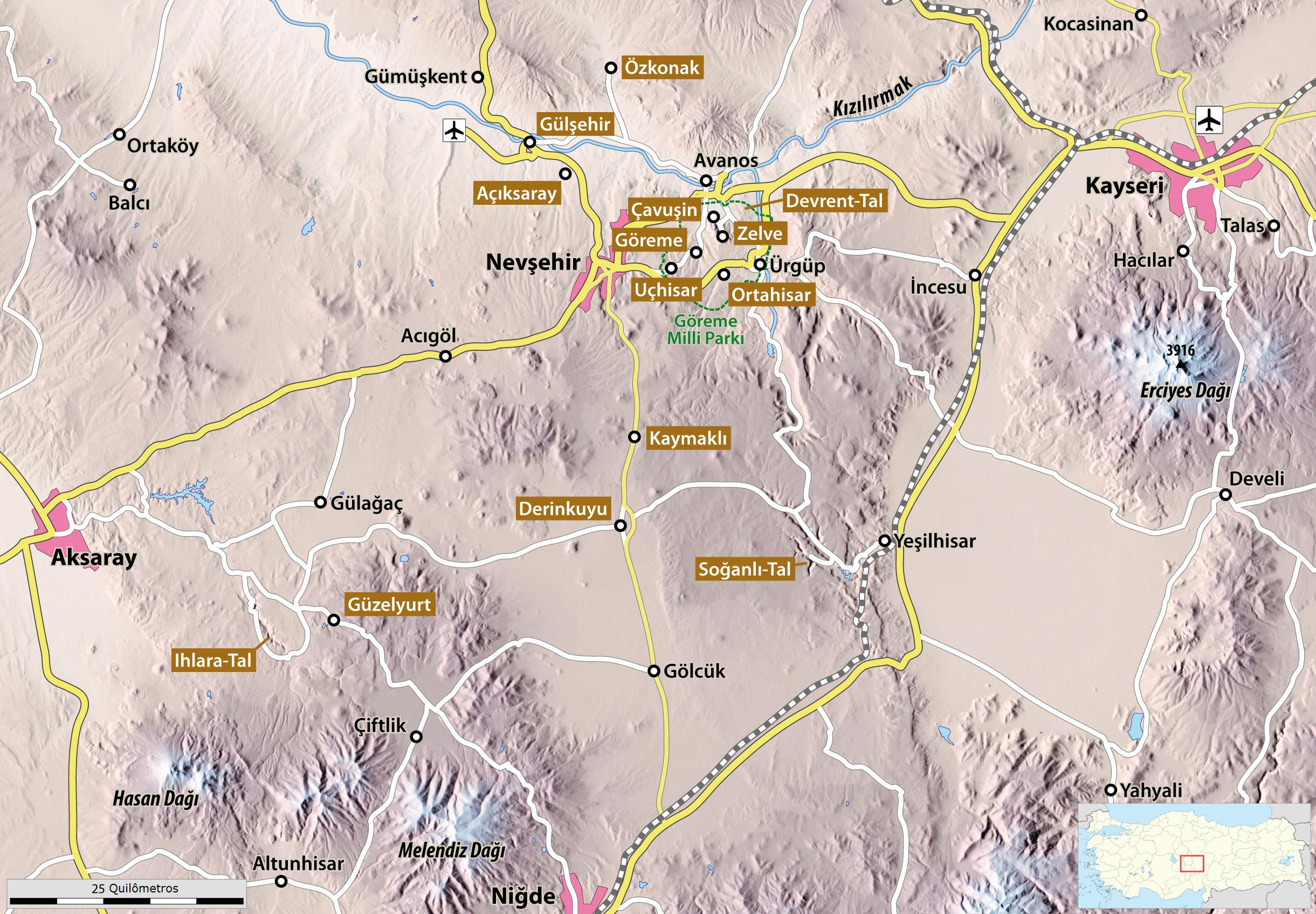
W okolicach Kayseri znajdują się podziemne miasta starożytności chrześcijańskiej, takie jak Derinkuyu, Kaymakli, Mazi, Ozkonak, Tatlarin